# Henry Stockbridge
Henry Stockbridge Jr. (* 18. September 1856 in Baltimore, Maryland; † 22. März 1924 ebenda) war ein US-amerikanischer Jurist und Politiker. Zwischen 1889 und 1891 vertrat er den Bundesstaat Maryland im US-Repräsentantenhaus.

## Werdegang
Henry Stockbridge besuchte sowohl öffentliche als auch private Schulen und danach die Williston Academy in Easthampton (Massachusetts). Anschließend setzte er seine Ausbildung bis 1877 am Amherst College in Massachusetts fort. Nach einem Jurastudium an der University of Maryland und seiner 1878 erfolgten Zulassung als Rechtsanwalt begann er in Baltimore in diesem Beruf zu arbeiten. Außerdem war er im Verlag der Zeitung Baltimore Herald tätig. Seit 1882 fungierte er als Bilanzprüfer (Examiner in Equity) beim Obersten Gerichtshof von Baltimore.
Politisch war Stockbridge Mitglied der Republikanischen Partei. Bei den Kongresswahlen des Jahres 1888 wurde er im vierten Wahlbezirk von Maryland in das US-Repräsentantenhaus in Washington, D.C. gewählt, wo er am 4. März 1889 die Nachfolge von Isidor Rayner antrat. Da er im Jahr 1890 auf eine erneute Kandidatur verzichtete, konnte er bis zum 4. März 1891 nur eine Legislaturperiode im Kongress absolvieren.
Zwischen 1891 und 1893 war Stockbridge Einwanderungsbeauftragter für den Hafen von Baltimore. Von 1896 bis 1911 war er Richter am Obersten Gerichtshof von Baltimore und ab 1911 am Maryland Court of Appeals. Außerdem gehörte er zwischen 1907 und 1920 als Regent dem Leitungsgremium der University of Maryland an. Er starb am 22. März 1924 in Baltimore, wo er auf dem Loudon Park Cemetery beigesetzt wurde.